# هولي وليامز
هولي وليامز (بالإنجليزية: Holly Williams)‏ هي مغنية وموسيقية ومغنية مؤلفة أمريكية، ولدت في 12 مارس 1981 في كولمان في الولايات المتحدة.

## وصلات خارجية
- الموقع الرسمي
- هولي وليامز على موقع IMDb (الإنجليزية)
- هولي وليامز على موقع IMDb (الإنجليزية)
- هولي وليامز على موقع ميوزك برينز (الإنجليزية)
- هولي وليامز على موقع أول ميوزيك (الإنجليزية)
- هولي وليامز على موقع ديسكوغز (الإنجليزية)